# عمل (نحو)
العامل عند النحاة هو ما أوجب كون آخر الكلمة على وجه مخصوص من الإعراب.
- العامل السماعي — هو ما صح أن يقال فيه «هذا يعمل كذا وهذا يعمل كذا» وليس لك أن تتجاوز، كقولنا: إن الباء تجر ولم تجزم، وغيرهما.
- العامل القياسي — هو ما صح أن يقال فيه «كل ما كان كذا فإنه يعمل كذا»، كقولنا: غلام زيد، لما رأيت أثر الأول في الثاني وعرفت علته قست عليه: ضرب زيد، وقولنا ثوب بكر.
- العامل المعنوي — هو الذي لا يكون للسان فيه حظ، وإنما هو معنى يعرف بالقلب.[1]